# Thom Eberhardt
Thomas Everett "Thom" Eberhardt (nacido el 7 de marzo de 1947) es un director de cine, productor y guionista estadounidense. Eberhardt ha ganado varios premios y nominaciones. Es más conocido por su trabajo en Without a Clue, Honey, I Blew Up the Kid y el clásico de culto Night of the Comet.

## Filmografía parcial
- Sole Survivor (1984) (director, guionista)
- Night of the Comet (1984) (director, guionista)
- The Night Before (1988)
- Without a Clue (1988) (director)
- Gross Anatomy (1989) (director)
- All I Want for Christmas (1991) (guionista)
- Honey, I Blew Up the Kid (1992) (guionista)
- Captain Ron (1992) (director, guionista)[2]
- Twice Upon a Time (1998) (director)
- Ratz (2000)(director, guionista)
- I Was a Teenage Faust (2002) (director, guionista)
- Naked Fear (2007) (director)